# Lidl
Ne doit pas être confondu avec Liddell.
Lidl (prononcé : /li.dəl/ en français) est une entreprise de distribution allemande fondée en 1930 par Josef Schwarz. Le groupe est présent dans 26 pays en Europe avec 11 463 magasins (2021) dont 3 277 en Allemagne.
Le groupe Lidl est connu pour ses prix bas, mais est régulièrement décrié au sujet de ses mauvaises conditions de travail en Allemagne comme en France.
Lidl est une filiale du groupe Schwarz (de), détenu par Dieter Schwarz.
Son siège est à Neckarsulm en Allemagne.

## Historique
En 1930, Josef Schwarz devient actionnaire d'une entreprise basée à Heilbronn et nommée Südfrüchte Großhandlung Lidl & Co. Établi depuis au moins 1858 sous le nom A.Lidl & Cie, le commerce est spécialisé dans la vente de fruits exotiques. Schwarz renomme l'entreprise en Lidl & Schwarz KG et l'élargit à l'ensemble des produits alimentaires, donnant naissance à l'empire Schwarz-Gruppe (en).
En 1944, les bâtiments de la société sont détruits par des bombardements, mais dix ans plus tard, Schwarz rouvre un magasin à Heilbronn. En 1972, le siège de la société est déplacé à Neckarsulm dans le Bade-Wurtemberg. Entre-temps, Dieter Schwarz, le fils de Josef, s'investit dans l'entreprise. Il ouvre un premier magasin de détail en 1968, et décide de se lancer en 1973 sur le marché des supermarchés à prix cassés, copiant le modèle à succès d'Aldi. Il faut trouver un nom ; Schwarz pense d'abord naturellement à Schwarz-Markt (« les supermarchés Schwarz »), mais l'idée est vite abandonnée (Schwarzmarkt signifiant également "marché noir" en allemand). Il repense alors au nom original de la société de son père, Lidl & Schwarz, mais il lui est impossible à ce moment d'utiliser le nom Lidl pour des raisons juridiques. Par chance, il découvre un article de journal parlant de Ludwig Lidl, un peintre et enseignant à la retraite, auprès duquel il achète pour 1 000 marks le droit d'utiliser le nom Lidl,.
Le premier magasin Lidl ouvre ainsi à Ludwigshafen en 1973. Rapidement, l’entreprise se développe et devient une chaîne de magasins alimentaires. Dieter Schwarz prend la succession de l'affaire à la mort de son père, en 1977. Lidl dispose alors d'un réseau de 33 magasins. Par la suite, les activités dans le domaine du hard-discount alimentaire (petites surfaces) passent sous l'enseigne Lidl et les grandes surfaces sous celles de Kaufland, KaufMarkt, Handelshof et Concord. En 1988, Lidl commence son développement international et s’implante en France, puis en Italie, en Espagne et en Belgique.
Aujourd'hui, Lidl est présent dans de très nombreux pays en Europe.

Quelques magasins Lidl en Europe
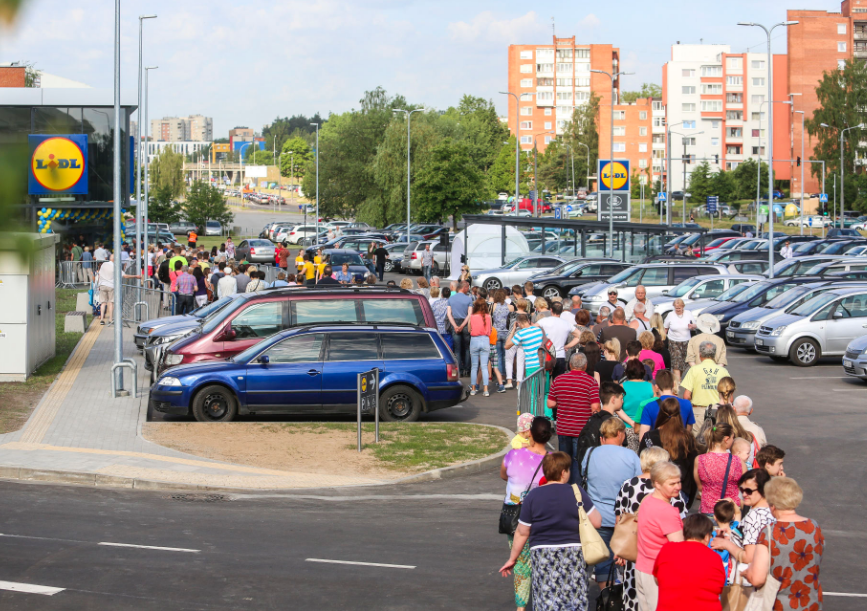
Ouverture d'un Lidl en 2016 à Vilnius, Lituanie.
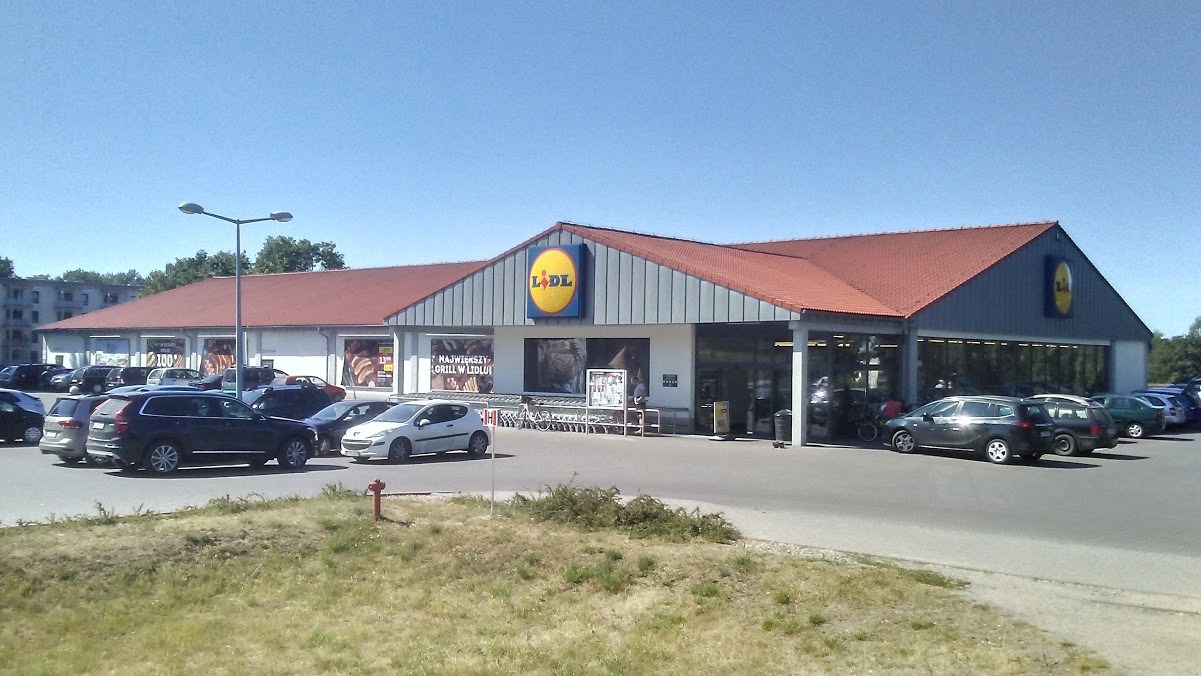
A Tomaszów Mazowiecki, dans le centre de la Pologne.
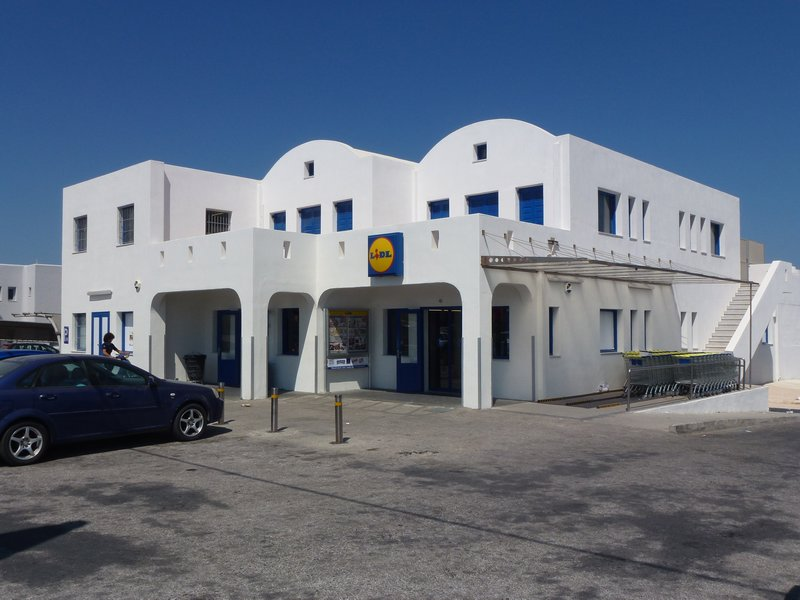
A Santorini, Grèce.
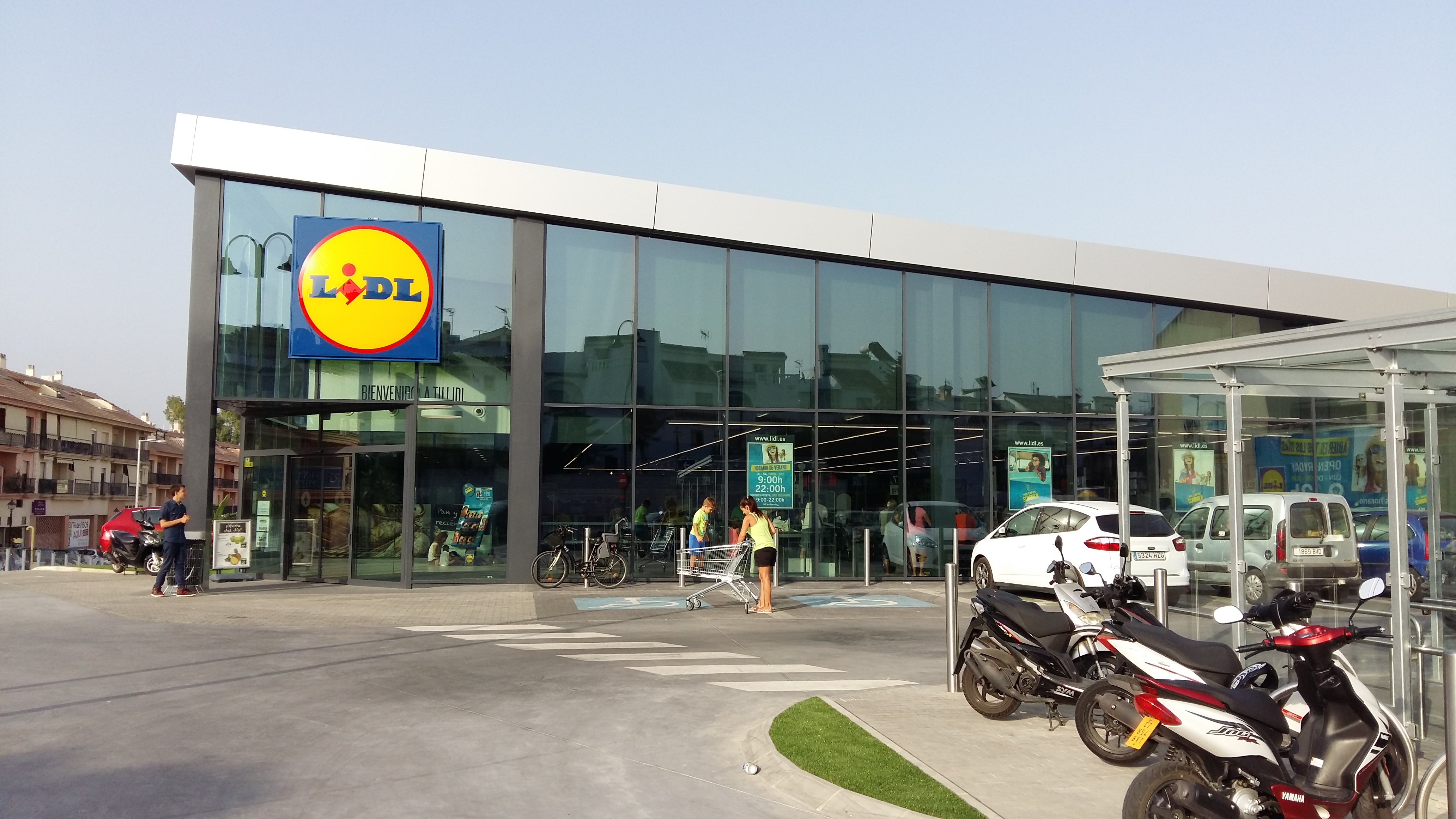
A Fuengirola, Espagne.
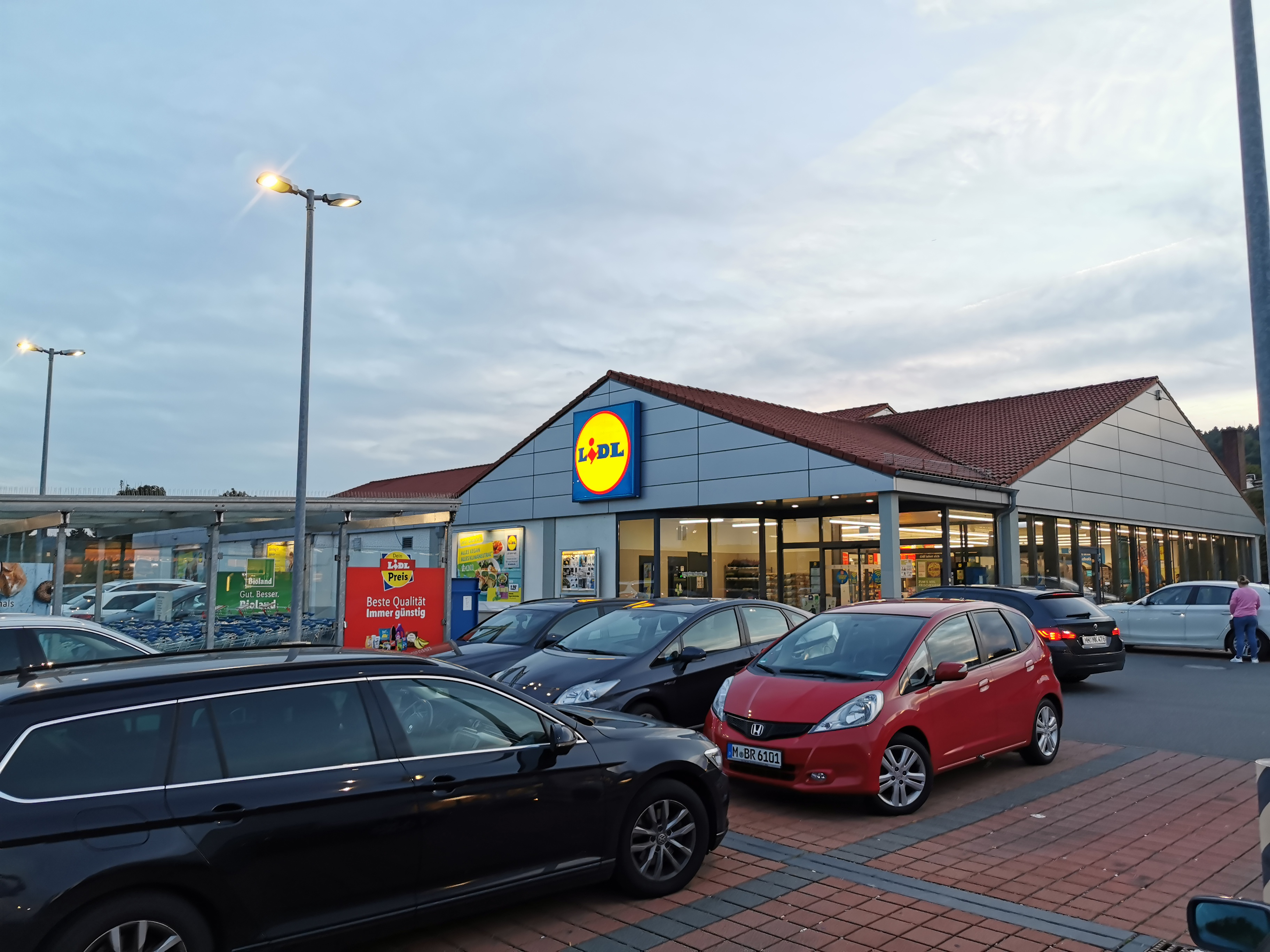
A Tauberbischofsheim, Allemagne.
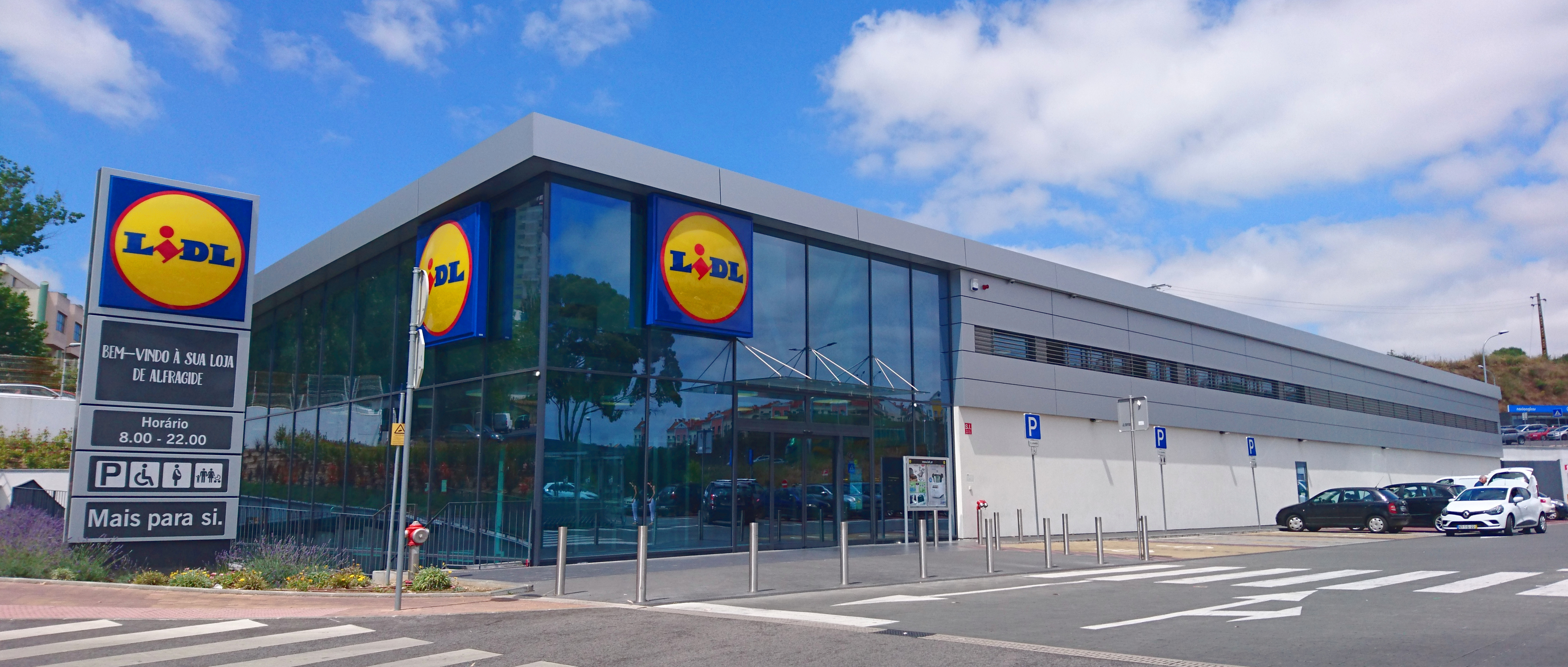
A Amadora, Portugal.
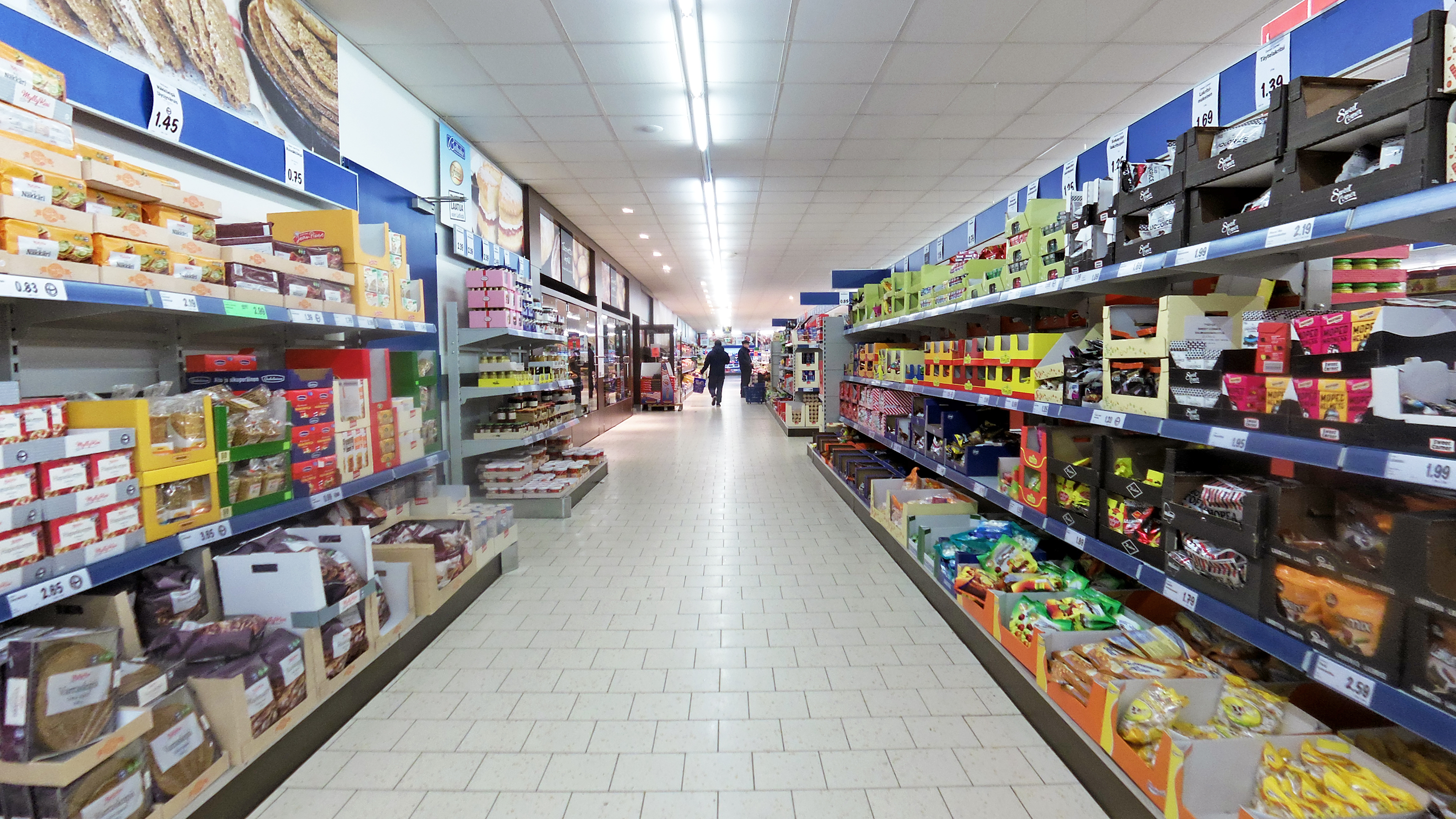
L'intérieur typique d'un magasin Lidl en Finlande.

En juin 2017, Lidl ouvre son premier magasin aux États-Unis à Fredericksburg (Virginie).
Au total, la marque est présente dans 30 pays. En 2020, l’enseigne compte 11 200 magasins à travers le monde, dont 1550 en France, et emploie plus de 300 000 personnes.
Dieter Schwarz, 81 ans, détient la troisième fortune d'Allemagne, soit au moins 22 milliards d'euros selon Handelsblatt en 2018 et la 23e fortune de la planète.
En juillet 2021, Kenneth McGrath est nommé au poste de vice-président du conseil d'administration de Lidl international.

### En Belgique et au Luxembourg
Le 1er janvier 1994, Lidl Belgique avait établi ses bureaux à Ternat.
En 2014, Lidl investit 43 millions d'euros dans son cinquième centre de logistique belge à Aye.
En avril 2018, plus d'une centaine de Lidl belges sont restés en grève pendant plusieurs jours.

### En France

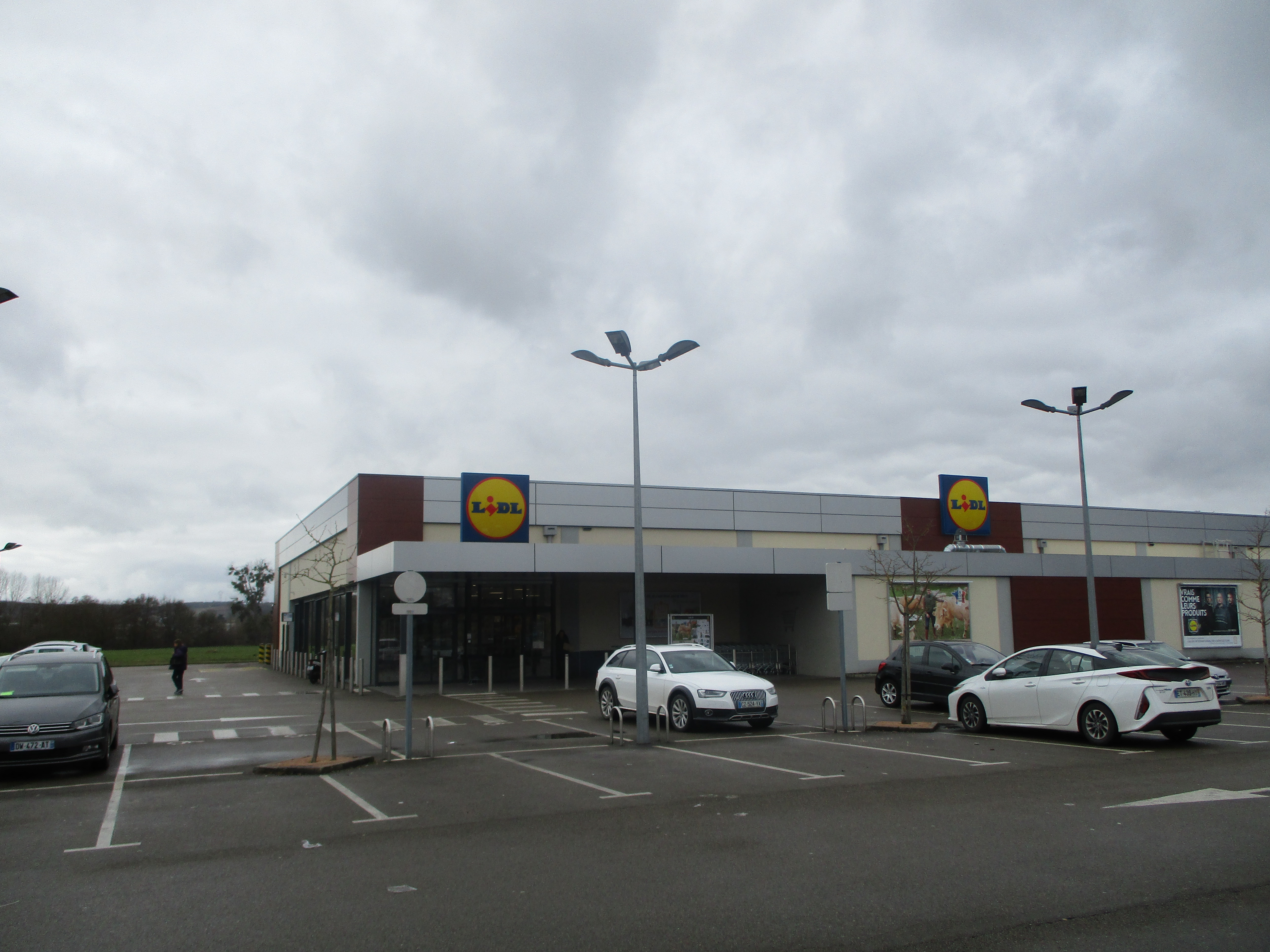
Un magasin Lidl à Villeneuve-sur-Yonne.

En France, l'enseigne dont le siège social est à Châtenay-Malabry (Rungis avant 2024, Strasbourg avant 2020), compte environ 1 628 magasins en 2021 et 45 000 salariés.

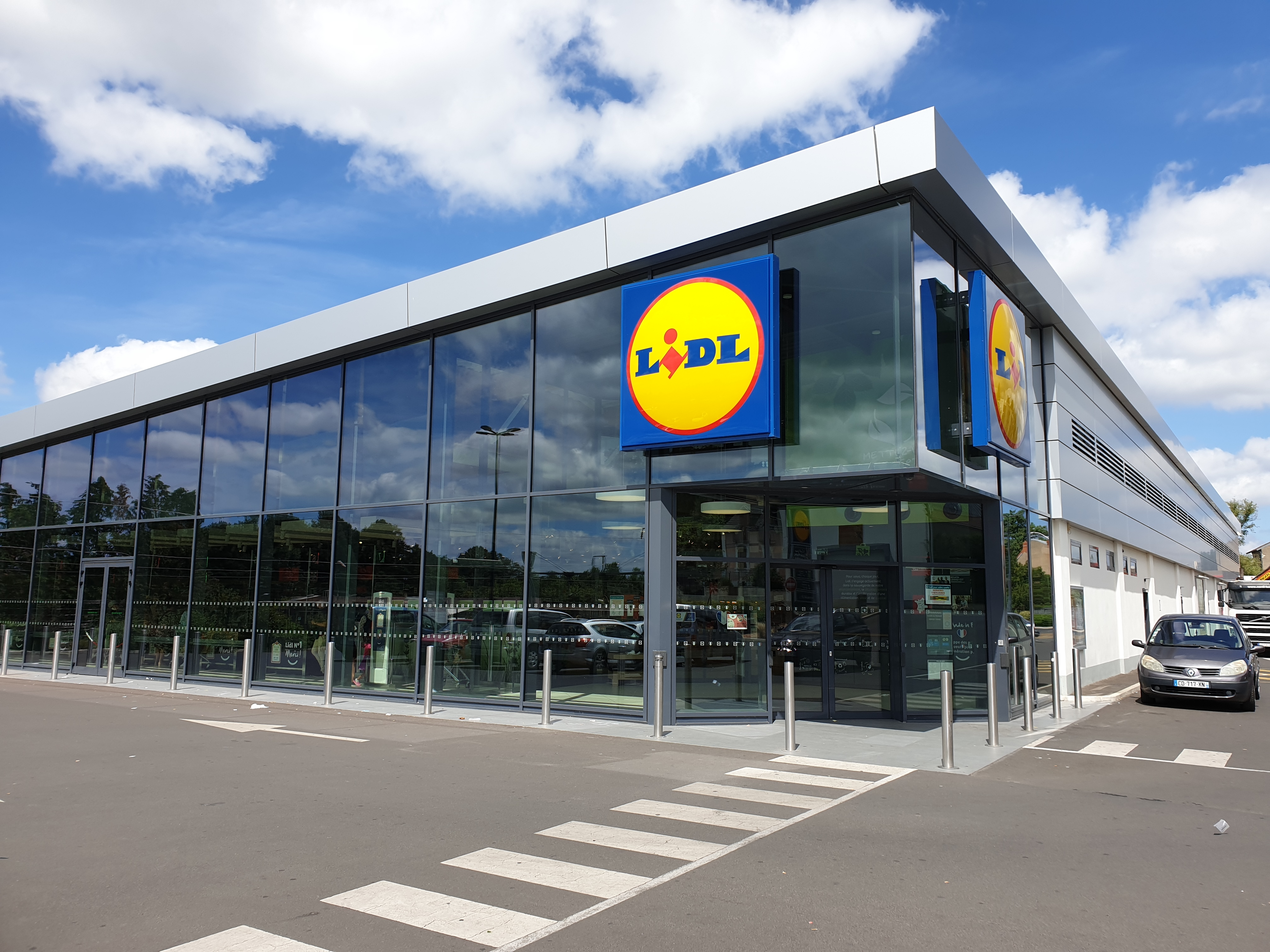
Un magasin Lidl à Vichy.

La société Lidl France est une société en nom collectif immatriculée depuis le 17 décembre 1987. Le 5 avril 1989, Lidl ouvre son premier magasin en France, à Sarreguemines (Moselle).
Au début des années 1990, le hard discount atteint 14 % de parts de marché. Le modèle économique consiste à proposer des prix bas en réduisant les coûts au maximum (palettes posées sur le sol, sans produits de marque). L'engouement des consommateurs pour le hard discount décline dans les années 2000, obligeant l'enseigne à revoir son offre et son positionnement.
Depuis 1997, l'enseigne intègre des marques nationales dans ses rayons.Où Pepsi fut la première marque à être commercialisée en bouteille de 2L  
En 2012, Lidl France compte environ 1 500 magasins et  25 000 salariés. En octobre 2012, face à la concurrence des groupes de distribution, la direction du groupe annonce son désir de monter en gamme « sans pour autant devenir un supermarché traditionnel ».
Lidl commence sa stratégie de montée en gamme en France. Ce changement de positionnement est amorcé quelques années auparavant dans les autres pays où l'enseigne est présente.
Pour cela, elle arrête l'expansion de son réseau et se lance dans un plan de rénovation de ses supermarchés, ou les agrandit, passant parfois de 500 à 1 400 m2.
La société Lidl France est une société en nom collectif immatriculée depuis le 17 décembre 1987. Elle ne publie pas ses comptes sociaux.
Entre 2017 et 2019, Lidl est le premier annonceur de France (devant E.Leclerc et Renault), avec 498,7 millions d'euros de dépenses publicitaires en 2019.
En 2020, à cause de la pandémie de Covid-19, Lidl devient troisième au classement avec 412,7 millions d'euros de dépenses publicitaires (doublé par E.Leclerc et Renault).
La plateforme logistique Lidl de Ploumagoar est perquisitionnée en février 2021 dans le cadre d'une enquête pour discrimination syndicale et harcèlement au travail.
À partir de 2023, une nouvelle plateforme logistique est en construction dans les Yvelines. Elle sera fonctionnelle en 2025 et couvrira le sud de la région Île-de-France.
En mai 2023, Lidl annonce le lancement d’un site de commerce en ligne en France à partir du 1er juin 2023, sur lequel il va commercialiser des produits non alimentaires.
En septembre 2023, l'enseigne annonce le remplacement de Frédéric Fuchs, en partance pour Lidl Allemagne, par Michel Biero à la tête de Lidl France à partir de janvier 2024. Arrivé en 2001, Michel Biero était jusqu'ici numéro 2 de Lidl en France. En septembre 2024, John Paul Scally, à la tête de Lidl Irlande et ancien membre du comité exécutif de Lidl France, vient renforcer la direction en tant que président. Il forme dorénavant un binôme avec Michel Biero, qui devient vice-président de Lidl France. Le groupe annonce le départ de Michel Biero pour le 1er mars 2025.

#### Lidl Voyages
Lidl commercialise en France des voyages depuis 2017, et des billets d'avions depuis 2021. Lidl Voyage est un service de voyages en ligne qui propose des forfaits séjours et des billets d'avion secs vers l'Europe. En partenariat avec Résaneo, Lidl Voyage offre des vols ouverts au monde entier avec 600 compagnies aériennes disponibles. Depuis son lancement, le service a enregistré 100 000 voyageurs, avec une croissance de +25% des ventes et +10% du chiffre d'affaires par rapport à 2019.
Début janvier 2025, Lidl France fermera Lidl Voyages comme Lidl Vins pour se concentrer sur son activité historique de distributeur alimentaire.

### En Suisse
Lidl a commencé son implantation en début d'année 2009 en Suisse avec 13 magasins en mars 2009 en Suisse alémanique. L'expansion s'est poursuivie pour arriver à 32 points de vente fin 2009. L'enseigne en a ouvert une trentaine supplémentaire en 2010 dont certains dans la partie francophone (Suisse romande).
Lidl Suisse opère en 2018, deux centres de distribution, l'un situé à Weinfelden (canton de Thurgovie) et l'autre à Sévaz (canton de Fribourg). Ils livrent plus de 100 magasins dans toute la Suisse. De nouveaux magasins sont prévus au cours des années prochaines. L'entreprise emploie fin 2017 environ 3 000 collaborateurs.

### Au Royaume-Uni
En décembre 2016, Lidl annonce un plan d'investissement important au Royaume-Uni pour passer de 640 à 1 500 magasins à terme, dont 250 ouvertures de magasins à Londres qui devrait induire la création de 5 000 postes.

## Présence par pays

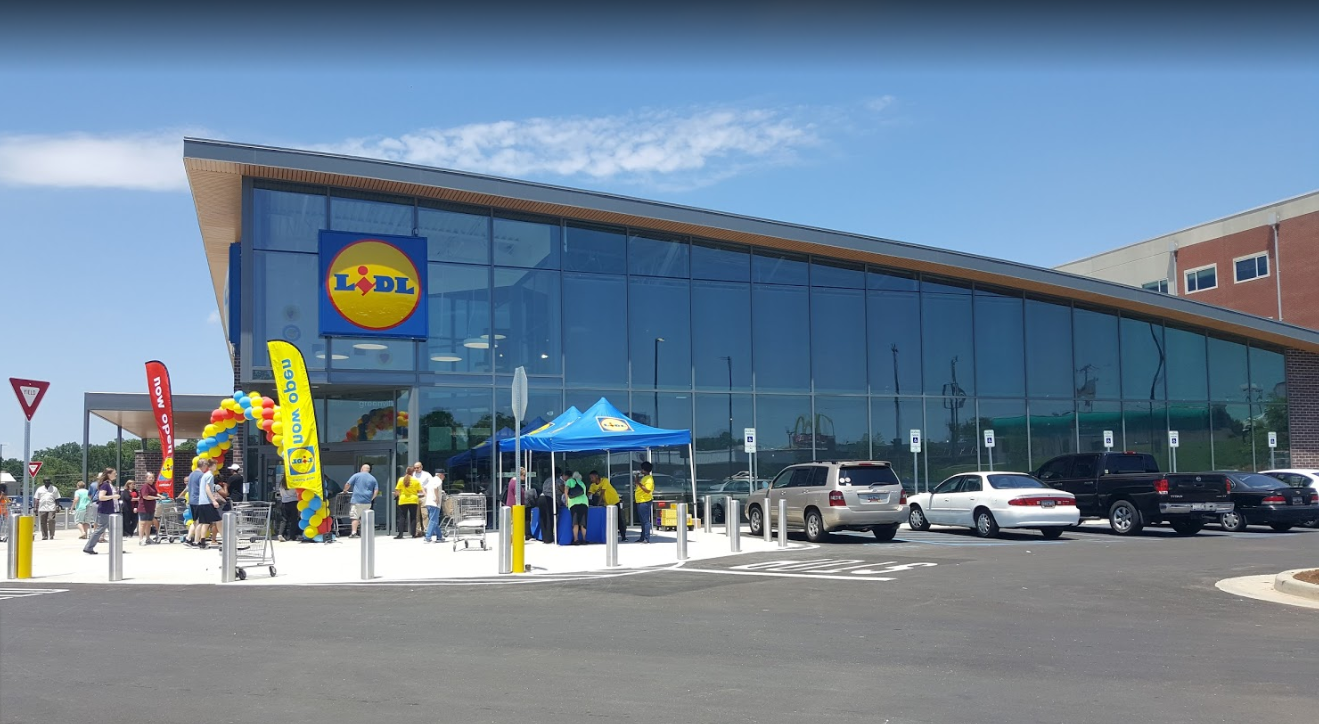
Un magasin Lidl à Greenville, South Carolina, États-Unis.

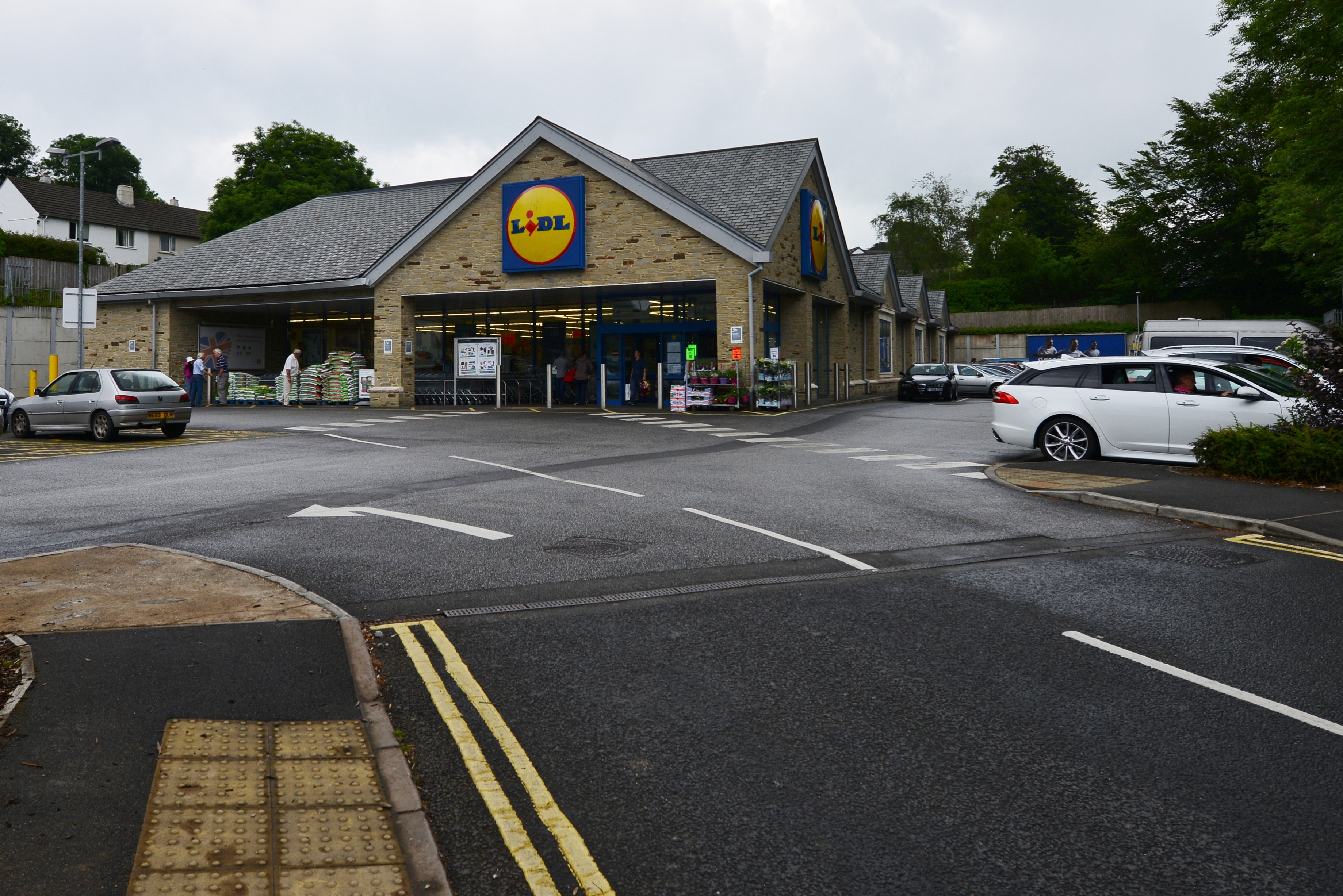
Un magasin Lidl à Bodmin, Royaume-Uni.

| Pays               | Nombre de magasins |
| ------------------ | ------------------ |
| Allemagne          | 3 258              |
| Autriche           | 260                |
| Belgique           | 310                |
| Bulgarie           | 136                |
| Croatie            | 109                |
| République tchèque | 320                |
| Chypre             | 20                 |
| Danemark           | 150                |
| Espagne            | 680                |
| États-Unis         | 173                |
| Estonie            | 13                 |
| Finlande           | 205                |
| France             | 1 600              |
| Grèce              | 232                |
| Hongrie            | 205                |
| Irlande            | 180                |
| Italie             | 750                |
| Lettonie           | 33                 |
| Lituanie           | 77                 |
| Luxembourg         | 13                 |
| Malte              | 10                 |
| Pays-Bas           | 440                |
| Pologne            | 900                |
| Portugal           | 273                |
| Roumanie           | 356                |
| Royaume-Uni        | 1 011              |
| Serbie             | 72                 |
| Slovaquie          | 164                |
| Slovénie           | 68                 |
| Suède              | 205                |
| Suisse             | 186                |
| En tout            | 12.414             |

## Polémiques et controverses

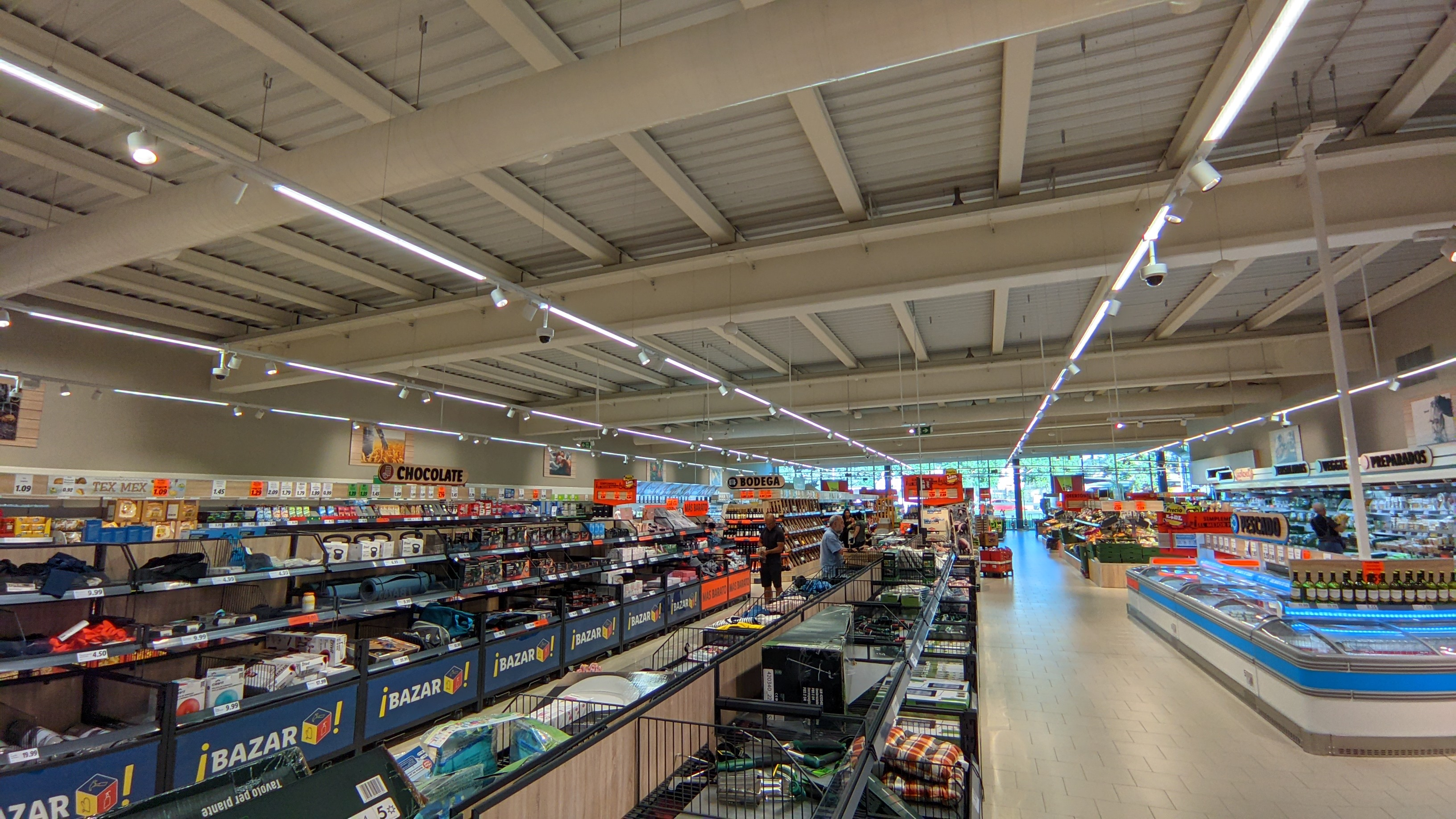
Supermarché Lidl à Malaga

### Conditions de travail
En mars 2008, le grand magazine hebdomadaire allemand Stern révèle que les dirigeants des magasins Lidl espionnent leurs employés par l'intermédiaire de détectives, de caméras vidéo illégales, et d'enregistrements audio,.
En octobre 2014, le conseil de prud'hommes de Nancy condamne l'enseigne à 15 000 euros de dommages-intérêts pour avoir licencié, pour faute grave, une salariée ayant consommé une viennoiserie à 0,39 € sans la payer.
En juin 2015, un agent de maîtrise de l'entrepôt de Rousset se suicide sur son lieu de travail. Jugé responsable en première instance le 4 juillet 2018 de cet  « accident de travail », Lidl fait immédiatement appel. La sentence est confirmée lors du deuxième jugement le 17 janvier 2020 à Marseille ; le tribunal relève que « malgré la conscience du danger auquel elle exposait Yannick Sansonetti, la société Lidl n'a pas pris les mesures nécessaires pour le préserver de la réalisation du risque ».
En 2016, l'association de solidarité internationale ActionAid France - Peuples Solidaires, en partenariat avec Oxfam, publie un rapport, sur les conditions de travail dans les plantations de Matías, en Équateur, et Finca Once, au Costa Rica, qui approvisionnent les étals français et allemands des supermarchés Lidl en bananes et en ananas. Ce rapport dévoile les conditions de travail subies par les travailleurs et travailleuses agricoles, qui sont exposés à des pesticides toxiques et souffrent de problèmes respiratoires, de nausées et de vertiges, sans disposer d’un revenu suffisant pour se soigner. Selon ce rapport, les travailleurs s’organisant pour défendre leurs droits subissent des actes de répression syndicale.
Le 26 septembre 2017, l'émission Cash Investigation, diffusée sur France 2, rapporte plusieurs cas de pratiques managériales dangereuses pour les salariés, ainsi que les mauvaises conditions de travail des employés. Tant dans les magasins, où les caissiers doivent être polyvalents et alterner avec la mise en rayon des produits, les tâches d'entretien, l'encaissement, et se voient parfois interdits de boire ou de s'asseoir, que dans les entrepôts, où un système de commande vocale guide en permanence les salariés dotés d'un casque, au travers des rayonnages, ceux-ci portant jusqu'à huit tonnes cumulées par jour, et étant incités, dans l'un des entrepôts, à transporter 250 colis par heure,.
L'émission produit également l'enregistrement d'une conversation entre un manager et un chef de magasin, le premier menaçant le second de lui rendre la vie infernale : « […] Le magasin il est mal tenu ! Je te promets que toi et moi ça va être toutes les semaines que l'on se verra ! Et ça va être à feu et à sang ! Je vais te convoquer à longueur de semaines ! Tu vas perdre une à deux semaines de salaire par mois parce que je te mettrai six jours de mise à pied à longueur de temps et tu vas mourir. Premier inventaire pourri, non-respect de procédure, je te cartouche ! C'est la guerre ! Et après, t'iras aux prud'hommes, et les prud'hommes, ça va durer cinq ans. […] J'ai plus d'avocats que toi et tu vas mourir, tu veux jouer à ça ? ».
Cash Investigation affirme que ledit manager est toujours salarié de l'entreprise, quoique muté dans un pays étranger,.
Lors de la grève du 12 octobre 2017 devant le siège de Lidl France à Rungis, "La direction est dans le déni total, elle est déconnectée des réalités", tonne Mohamed Sylla, délégué syndical national Unsa, seul syndicat à avoir appelé au rassemblement, ce jeudi, à Rungis.
Dans certains magasins, un classement des salariés, jugés du meilleur au moins bon, est affiché en permanence par la direction.
En septembre 2021, la responsable du magasin de Lamballe se suicide.

### Intoxication alimentaire
En juin 2011, Lidl retire de la vente en magasin les packs de steak haché dans toute la moitié nord de la France en raison d'une contamination bactérienne qui a amené une quinzaine d'enfants à être hospitalisés à Lille après l'ingestion de la viande incriminée. L'un des enfants est mort en septembre 2019,.
Pour avoir omis d'opérer des contrôles sur les steaks hachés produits par son entreprise, Guy Lamorlette, patron de la société SEB, est condamné en 2017 à trois ans de prison, dont deux ferme, par le tribunal correctionnel de Douai. Le jugement est confirmé en appel en février 2019, mais Guy Lamorlette décide de se pourvoir en cassation.

### Campagne de L214
Le 21 juillet 2020, au motif que Lidl est « l'un des derniers distributeurs à ne pas s'être engagé contre la cruauté animale dans les élevages et les abattoirs », l'association de défense des droits des animaux L214 lance une campagne dénonçant les conditions d’élevage et d’abattage des poulets que commercialise Lidl. Cette campagne se compose de clips parodiques des publicités de l’enseigne, d'actions de rue, d'une campagne d’affichage devant les magasins de plusieurs villes de France, ainsi que d’une pétition en ligne. Quatre jours plus tôt, le 17 juillet 2020, Lidl, probablement avertie de cette campagne, avait annoncé dans un communiqué, « se donner tous les moyens pour remplir les critères » du cahier des charges de l’European Chicken Commitment (ECC) visant à améliorer les standards d’élevage et d’abattage de la filière avicole, émettant toutefois des réserves sur la possibilité, pour cette dernière, d'atteindre avant 2026 les objectifs visant à réduire la densité des poulets dans les bâtiments et à cesser d'utiliser des poulets à croissance rapide,.

### Infiltration de la mafia calabraise
Francesco Ventrici, un parrain de la mafia calabraise a été accusé et condamné pour deux faits d'extorsions à l'endroit de la société de distribution "Lidl Italia" à laquelle aurait été rattachée, par une société imputable à 50 % à Annunziato Mercuri, son beau-frère. Avec des menaces et des intimidations la société de Ventrici a obtenu le monopole dans la distribution de marchandises et la logistique du groupe dans toute la Calabre. Jusqu'en 2009, Lidl n'aurait en effet pu trouver aucun transporteur en Calabre, pas même sous escorte, capable d'assurer le service, autre que les véhicules de Ventrici. En 2009 Lidl annonce à la mafia qu'il comptait faire appel à un transporteur supplémentaire afin de faire jouer la concurrence et baisser les prix, ce qui provoque la colère des mafieux et une série d'intimidations pour reprendre le monopole du transport. Plusieurs chauffeurs et directeurs de magasins ou de sites Lidl ont été agressés, menacés et intimidés… Même l'appel à des escortes armées pour leurs camions n'arrête pas les intimidations. Des responsables de Lidl décident de rencontrer Francesco Ventrici pour négocier. Celui ci aurait déclaré pendant l'entretien : « vous voulez la guerre mais en Calabre même le pape ne la gagne pas, la guerre ». Le même jour des chauffeurs de Lidl se font agresser par des hommes armés. Lidl décide de céder pour éviter d'autres violences et redonne le monopole du transport à Ventrici jusqu'à son arrestation quelques années plus tard.
En 2017, la police Italienne arrête 15 personnes dans le cadre d'une enquête sur des soupçons d'infiltration de la mafia calabraise au sein de plusieurs succursales italiennes de la chaîne allemande de supermarchés Lidl. Les 15 personnes arrêtées, dont un conseiller municipal de Milan, sont soupçonnées d'avoir versé des sommes d'argent à la famille Laudani (it), un clan de la 'Ndrangheta, afin d'obtenir des marchés ou des travaux avec Lidl, selon la procureure adjointe de Milan, Ilda Boccassini. Les membres du clan "étaient en mesure de garantir un monopole sur ces marchés", a expliqué un responsable de l'enquête. La direction du groupe Lidl indique qu'elle n'était pas au courant de cette histoire et qu'elle apporte son entière coopération à la police,.
En 2024, une nouvelle affaire d'extorsion vient mettre en lumière la pression qu'exerce les clans calabrais sur Lidl Italia en Calabre. Selon les enquêteurs, le supermarché Lidl de Gallico, depuis son ouverture, avait été contraint par la mafia d'embaucher des travailleurs liés à divers représentants de la 'Ndrangheta. Les chefs de gangs locaux avaient fait embaucher leurs familles à des postes importants chez Lidl. En mai 2018 la femme de Domenico Marcianò un chef de gang avait obtenu une promotion à la suite d'un appel téléphonique de ce dernier au directeur régional de Lidl, cette promotion avait été obtenue sous la menace après que la femme de Marcianò s'est plaint à son mari de ses conditions de travail. Lors de l'appel enregistré par la police Domenico Marcianò menace à demi-mot le directeur régional, celui-ci aurait rassuré Marcianò en lui disant que sa femme aurait une promotion sous 5 jours ce qui a été le cas,.